# 2350 von Lüde
2350 von Lüde este un asteroid din centura principală, descoperit pe 6 februarie 1938, de Alfred Bohrmann.